# Váradi Zsuzsa

Váradi Zsuzsa  (Érd, 1934. július 28. – Budapest, 2008. december 9.) magyar színésznő, rendező, előadóművész, dalszövegíró, szerkesztő.

## Életpályája
Érden született, 1934. július 28-án. A Színház- és Filmművészeti Főiskola színész szakán 1951-ben végzett. Színészi pályája a Szegedi Nemzeti Színháznál indult. 1954-től 1958-ig az Állami Déryné Színház tagja volt, majd a győri Kisfaludy Színház színésznője lett. Tanított az Országos Szórakoztatózenei Központ Stúdiójában. A vendéglátóiparban előadóművészként lépett fel. Szerkesztőként dolgozott a Magyar Televízióban is. Írt dalszövegeket, világslágereket, sanzonokat fordított magyar nyelvre. Nevéhez számtalan vers, továbbá önálló estek, show-műsorok szövegei fűződnek. 
Férje Vécsey Ernő zeneszerző, zongoraművész volt.

## Színházi szerepeiből
- William Shakespeare: Ahogy tetszik... Phoebe; Juci
- Lev Nyikolajevics Tolsztoj: Anna Karenina... Dolly (Darja Alexandrovna hercegnő), Oblonszkij felesége
- Alekszandr Nyikolajevics Osztrovszkij: Karrier... Másenyka
- K. Iszajev– A. Galics: Nem magánügy.... Dunya; szobalány
- Móricz Zsigmond: Sári bíró... Lizi
- Szirmai Albert: Mézeskalács... Örzsi

## Bemutatott színpadi műveiből
- Király Dezső – Vécsey Ernő – Váradi Zsuzsa: Az igazi

## Dalszövegeiből
- Gyöngéden ölelj át (Korda György)
- Nem hozol több rózsát (You Don’t Bring Me Flowers) (Korda György és Balázs Klári)
- Nincs a sors könyvében írva (Rácz Kati; Szulák Andrea)
- Légy te is olyan, mint én (Felföldi Anikó)
- A boldogságért nem kell messze menni (Kovács Erzsi)
- Szerelmi történet (Love Story) (Sárosi Katalin)
- Őszi szerelem (Hollós Ilona)
- Régi dal (Németh Lehel)
- Szerelem naptár (Koós János)